# 神力
神力（しんりき）は、1877年（明治10年）に丸尾重次郎が育成したイネ（稲）の品種である。「程良」（ほどよし、「程吉」や「程好」との表記もある）の中から無芒の穂を選抜して育成された。

## 品種特性
熟期は極晩生で、極多収。通常は無芒だが、稀に短芒を生じることもある。当時のイネとしては短稈、強稈で、分蘖が多く株張りも良いので耐倒伏性に優れる。一方で、白葉枯病やいもち病に弱い。
千粒重は24.1g。腹白で、心白は小さい。やわらかく精米に難があり、食味も劣るが、酒米としては麹が作りやすく、溶けやすい。

## 歴史

### 発見
兵庫県揖保郡中島村（現在のたつの市）の丸尾重次郎が、1877年（明治10年）に有芒の在来種「程良」の中に無芒の3本の穂があるのを見つけ、「器量良」（きりょうよし）と名付けて育成した。育ててみると、葉や籾の色が優美で、収量も他より25%も多収であった。丸尾は、「これこそ神の力」と、品種名を「神力」に改めた。

### 発展
食味が劣る「神力」は廉価に取引されたため地主層には歓迎されなかったが、病気には弱いものの、多収で、耐倒伏性に優れて育てやすいため、小作農家に支持された。日清戦争後に大陸から豆粕が持ち込まれるなど購入肥料を用いた多肥栽培が広まると、耐肥性に優れた「神力」は急速に普及した。さらに、兵庫県河内村（現在のたつの市揖保川町域）の岩村善六が、農商務省の広報誌に「ほかの品種に比べ2割5分の増収」とする記事を書いたことで、全国に広まっていった。
「神力」は、明治後半には日本全国の作付面積の2割強を占め、イネの三大品種として「東北の亀ノ尾、関東の愛国、西日本の神力」と呼ばれた。1919年（大正8年）には、作付面積は587,823haに達した。これは、平成10年代後半に「コシヒカリ」の作付面積が600,000haを超えるまで、日本における最大作付面積の記録となった。

### 復活
戦後になると、より生産性の高い品種に押された「神力」は一旦姿を消した。しかし、その後、復古米として復活が図られ、現在、熊本県・兵庫県・福井県で生産されている。ただし、これらはそれぞれ独立して保存種子から復活させたものであるため、品質は統一されていない。

## 影響
早くから多くの純系選抜種が育成され、早生化も図られた。人工交配による育種が始まると、「神力」は「愛国」「旭」「亀ノ尾」とともに、主要な交配親の一つとなった。現在日本で栽培されているほとんどすべてのイネの品種は、これらの子孫品種と言ってもよい。
たつの市日山にある粒坐天照神社境内には「神力稲紀功之碑」が、丸尾の生家があった同市中島の鷲山には「神力翁丸尾重次郎碑」がある。

## 関連品種

### 純系選抜種
- 「畿内神力」[3]
- 「兵庫神力」[3]
- 「愛媛神力」[3]
- 「早生神力」[3]
- 「中生神力」[3]

### 子品種
- 「道海神力」（「道海」と交配）[3]
- 「神山」（「神力2号」と「山北坊主」を交配）[3]
- 「三井」（「愛国」と交配）[3]

### 孫品種
- 「松山三井」（「愛国」を花粉親として交配した「大分三井120号」を花粉親、「近畿25号」を種子親として交配）[5]